# Megan Hauserman
Megan Hauserman es una  modelo y estrella de realities de televisión estadounidense.

## Carrera de Modelaje
En febrero de 2006, Hauserman fue nombrada  Playboy Cyber Girl de la Semana. Hoy en día Hauserman ha seguido modelando como una CyberGirl (Cyber Chica). Ella también ha trabajado para Bench Warmer Internacional., literalmente Banco Internacional Más caliente . Además ha sido portada de la revista Guitar World.

## Reality Shows

### Beauty and the Geek ("La bella y el empollón")
Fue una de las ganadoras de la tercera temporada de Beauty and the Geek junto con su compañero Alan "Scooter" Zackheim.
En febrero de 2007, Hauserman reveló en una entrevista exclusiva que iba a gastar su mitad del dinero: "Voy a ir a Disneyland a pasar vacaciones." Sin embargo, durante una entrevista telefónica en septiembre de 2008, a Hauserman se le preguntó qué había hecho con el dinero de Beauty and the Geek y respondió que puso todo el dinero, 125.000 dólares, en su hipoteca.

### Rock of Love Con Bret Michaels
Hauserman también fue una concursante de la segunda temporada de Rock of Love con Bret Michaels del canal televisivo Vh1. Megan dijo que descubrió el programa en un anuncio de Craigslist: "Yo acababa de ver un anuncio en Craigslist y me fui a una convocatoria en Chicago en un restaurante en el que la gente que hace el programa viaja por todo el país aceptando videos de todo el mundo. Y me eligió entre miles de solicitantes ". Ella apareció en once de los catorce episodios de la segunda temporada. Megan fue eliminada en el noveno episodio, porque Michaels nunca sentía una verdadera "conexión" con ella, dejándola en el quinto lugar.
En una entrevista afirmó, "Realmente me rompió el corazón por un largo tiempo. Fui a este programa y realmente me enamoré de él, pero seguimos siendo amigos".

### I Love Money
Hauserman fue una concursante en la primera temporada de I Love Money de Vh1, un reality show donde 17 concursantes procedentes de Rock of Love, Flavor of Love y I Love New York competían por un premio de 250.000 dólares. Megan apareció en los catorce episodios de la primera temporada. En el primer episodio cuando se le preguntó qué iba a hacer con el dinero si ganaba la competencia, afirmó que quiere ayudar a perros con problemas mentales, y que ella adoptó a un perro con problemas mentales, una chihuahua llamada Lily. Ella renunció a la competencia en el episodio decimotercero (el pultimo), cuando fue revelado que ella tendría que enfrentarse a un jurado de exconcursantes quienes participaban en la eliminación. Ella terminó la competencia en tercer lugar. Hauserman afirmó que nunca pensó que iba a ganar el dinero, y que vino simplemente para divertirse y jugar el juego lo mejor que pudiera.

### Rock of Love: Charm School
Hauserman fue una concursante de Charm School 2: Rock of love girls de Vh1, un reality show donde 14 participantes de rock of love deben aprender a abandonar sus maneras no propias de su edad y el desarrollo de la etiqueta y glamour adecuado para competir por 100.000 dólares y el título, Charm School Queen (Reina de Charm School). El programa se estrenó 12 de octubre de 2008 y está presentado por Sharon Osbourne. Hauserman apareció en siete de los doce episodios, a pesar de haber sido expulsada en el cuarto episodio por patear una compañera de clase Brandi Mahon, que más tarde sería la ganadora. Megan terminó en décimo lugar.
En la "Charm School reunion" Megan escandalizó al país cuando fue agredida por Sharon Osbourne, ya que Megan llamó "retrasado mental" a Ozzy, esposo de Sharon y esta enfureció vaciándole una bebida encima. Se dijo que Megan iba a tomar acciones legales en contra de Sharon pero por ser un incidente menor, la demanda no procedió.

### Megan Wants a Millionaire
El reality propio de Megan Hauserman fue titulado  "Megan Wants a Millionaire"(Megan quiere un millonario), Estrenado el 2 de agosto de 2009 en VH1. Hauserman declaró en una entrevista que está buscando "un chico muy maduro al cual pueda manejar y no llore" y afirma que "No tiene que ser rico, tiene que ser estable". Hauserman dijo que está tomando en serio el programa, que será "muy real". Las mejores amigas de Hauserman, Brandi Cunningham (que apareció con ella en I Love Money y Rock of Love: Charm School) Y Cecilia Gahr aparecen en Megan Wants a Millionaire para apoyarla y ayudarla con sus decisiones.
El 21 de agosto de 2009, VH1 anunció que el programa había sido cancelado porque concursante, Ryan Jenkins era un sospechoso en el un caso de asesinato.

## Premios
| Year | Award              | Result | Category        | Series             | Notes                                                                     |
| ---- | ------------------ | ------ | --------------- | ------------------ | ------------------------------------------------------------------------- |
| 2008 | Fox Reality Awards | Ganó   | Momento del Año | Rock of Love 2 VH1 | Mary Carey y Brandi Cunningham de VH1 también fueron a recibir el premio. |